# Hindouisme au Togo

Carte de la part de la population hindouiste dans chaque pays du monde

L’hindouisme au Togo représente, en 2022, approximativement 1% des habitants togolais, pour environ 80 000 fidèles parmi le pays,.
L’hindouisme arrive au Togo avec des fidèles du Monastère hindou d'Afrique (en), basé dans la capitale ghanéenne.